# 大衛·史派德
大衛·韋恩·史派德（英語：David Wayne Spade，1964年7月22日—）是一名美國男演員、獨角喜劇演員、編劇與電視名流。史派德較著名的喜劇風格多半圍繞於嘲諷和自嘲上。
史派德起初是於1990年至1996年間在電視節目《週六夜現場》上擔任演員和編劇而聞名，隨後開始在許多的電影和電視劇中參演。較知名的作品如《老闆有麻煩》（1995年）、《小兄弟大麻煩》（1996年）、《傻喬歷險記》（2001年）、《扭轉過去》（2003年）、《亞當等大人》（2010年）和《尖叫旅社》（2012年）。
而2007年至2013年間，他於電視劇《約會規則》中飾演了羅素·鄧巴一角。

## 外部連結
- 官方网站
- 大衛·史派德在互联网电影资料库（IMDb）上的資料（英文）